# Om (jednostka)
Om (Ω) – jednostka rezystancji w układzie SI (jednostka pochodna układu SI). Nazwa om pochodzi od nazwiska niemieckiego fizyka Georga Ohma.

## Definicja
1 om to opór elektryczny istniejący pomiędzy dwoma punktami przewodu, gdy niezmienna różnica potencjałów jednego wolta (1 V) działająca między tymi dwoma punktami wywołuje w tym przewodzie prąd o natężeniu jednego ampera (1 A). Ponadto przewód ten nie jest źródłem siły elektromotorycznej, czyli:
{\displaystyle \mathrm {1\ \Omega ={\frac {1\ V}{1\ A}}={\frac {1\ kg\cdot 1\ m^{2}}{1\ s^{3}\cdot 1\ A^{2}}}.} }